# Port lotniczy Briańsk
Port lotniczy Briańsk (IATA: BZK, ICAO: UUBP) – port lotniczy położony 14 km od Briańska, w obwodzie briańskim, w Rosji.

## Linie lotnicze i połączenia
| Linia Lotnicza | Kierunek                                     |
| -------------- | -------------------------------------------- |
| AZIMUT         | 1. Krasnodar 2. Sankt Petersburg 3. Soczi    |
| RusLine        | 1. Kazań 2. Mineralne Wody 3. Moskwa-Wnukowo |